# Amaszonas
Amaszonas é uma companhia aérea boliviana, operando voos regulares e charter com as aeronaves Bombardier CRJ200. Em 2015, a empresa adquiriu a uruguaia BQB Lineas Aereas.
No momento, encontra-se em processo de ampliar as rotas internacionais até a Argentina, Brasil, Paraguai e outros países da região.

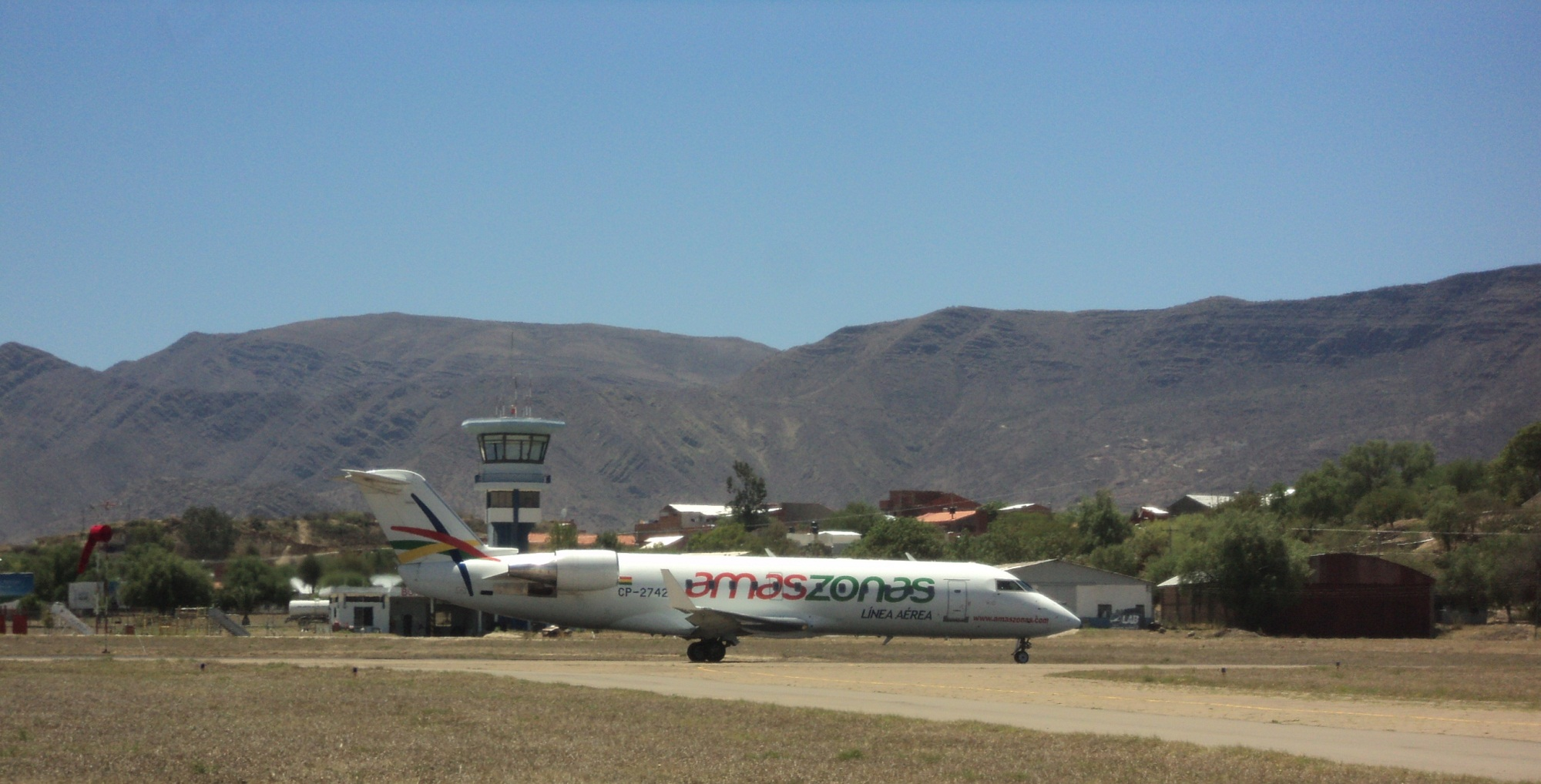
Bombardier CRJ-200 da Amaszonas (CP-2742)

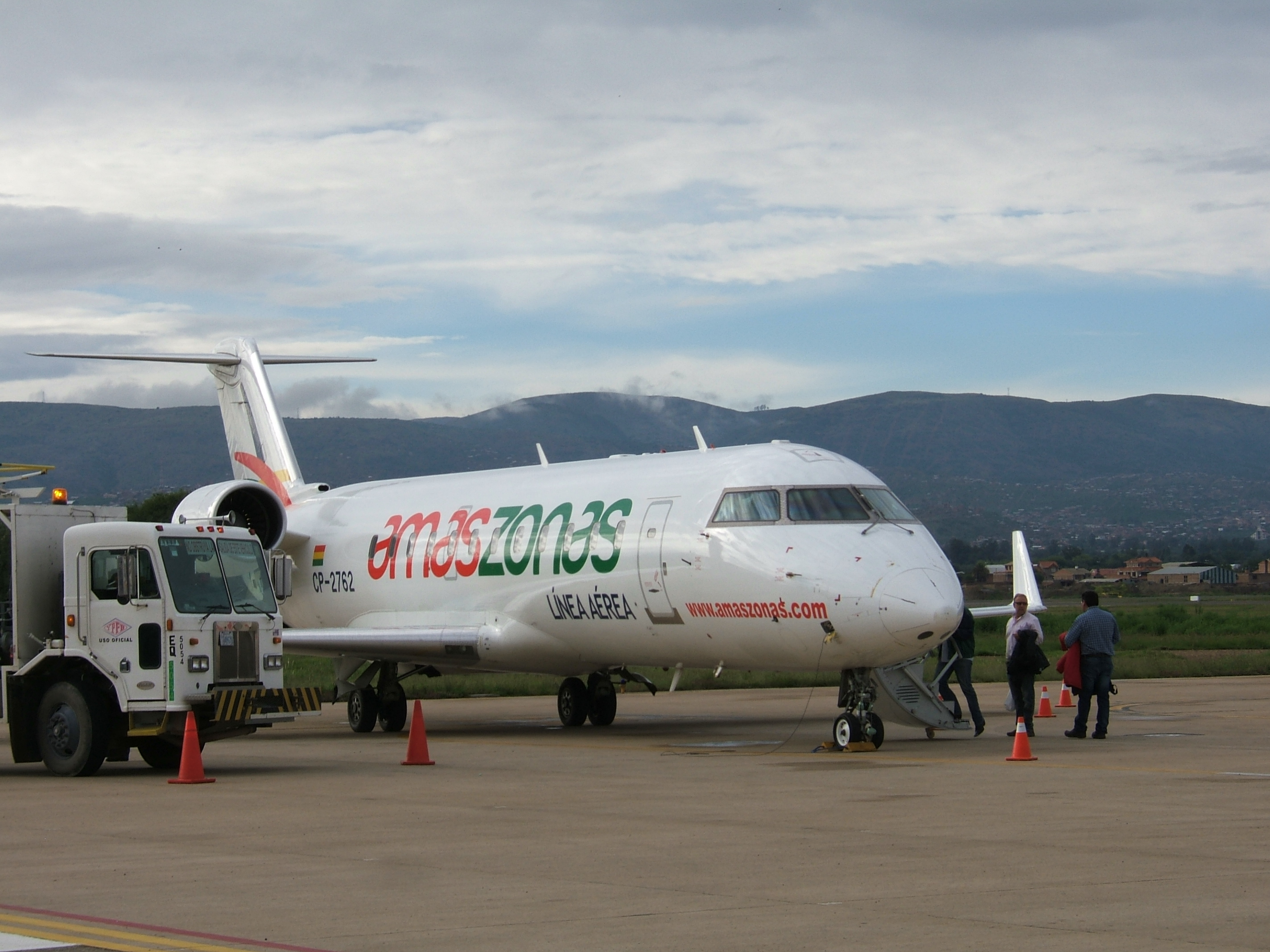
Bombardier CRJ200 da Amaszonas no Aeroporto Internacional Jorge Wilstermann